# U/20-VM i fodbold for kvinder
U/20-Verdensmeskerskaberne i fodbold for kvinder (eller U/20-VM i fodbold for kvinder) er en international turnering for U/20-kvindelandshold arrangeret af FIFA. Turneringen er blevet afholdt hvert andet år siden 2002.
Siden 2010-udgaven er turneringeren blevet afholdt i året umiddelbart forud for VM i fodbold for kvinder. De seneste år har turneringen også virket som "test-nation" forud for VM-slutrunden for kvinder - lignende mændenes format med FIFA Confederations Cup.

## Resultater
| 1  | 2002 Detaljer | Canada              | · USA                                | 1–0 (efs)                            | · Canada                             | · Tyskland                           | 1–1 (str.)                           | · Brasilien                          | 12                                   |    |
| 2  | 2004 Detaljer | Thailand            | · Tyskland                           | 2–0                                  | · Kina                               | · USA                                | 3–0                                  | · Brasilien                          | 12                                   |    |
| 3  | 2006 Detaljer | Rusland             | · Nordkorea                          | 5–0                                  | · Kina                               | · Brasilien                          | 0–0 (efs) (6–5 p)                    | · USA                                | 16                                   |    |
| 4  | 2008 Detaljer | Chile               | · USA                                | 2–1                                  | · Nordkorea                          | · Tyskland                           | 5–3                                  | · Frankrig                           | 16                                   |    |
| 5  | 2010 Detaljer | Tyskland            | · Tyskland                           | 2–0                                  | · Nigeria                            | · Sydkorea                           | 1–0                                  | · Colombia                           | 16                                   |    |
| 6  | 2012 Detaljer | Japan               | · USA                                | 1–0                                  | · Tyskland                           | · Japan                              | 2–1                                  | · Nigeria                            | 16                                   |    |
| 7  | 2014 Detaljer | Canada              | · Tyskland                           | 1–0 (efs)                            | · Nigeria                            | · Frankrig                           | 3–2                                  | · Nordkorea                          | 16                                   |    |
| 8  | 2016 Detaljer | Papua Ny Guinea     | · Nordkorea                          | 3–1                                  | · Frankrig                           | · Japan                              | 1–0                                  | · USA                                | 16                                   |    |
| 9  | 2018 Detaljer | Frankrig            | · Japan                              | 3–1                                  | · Spanien                            | · England                            | 1–1 (str.)                           | · Frankrig                           | 16                                   |    |
| —  | 2020 Detaljer | Costa Rica · Panama | Aflyst grundet coronaviruspandemien. | Aflyst grundet coronaviruspandemien. | Aflyst grundet coronaviruspandemien. | Aflyst grundet coronaviruspandemien. | Aflyst grundet coronaviruspandemien. | Aflyst grundet coronaviruspandemien. | Aflyst grundet coronaviruspandemien. | 16 |
| 10 | 2022 Detaljer | Costa Rica          | · Spanien                            | 3-1                                  | · Japan                              |                                      | · Brasilien                          | 4–1                                  | · Holland                            | 16 |
| 11 | 2024 Detaljer | Colombia            | · Nordkorea                          | 1–0                                  | · Japan                              | · USA                                | 2–1 (efs)                            | · Holland                            | 24                                   |    |